# Nauru népessége

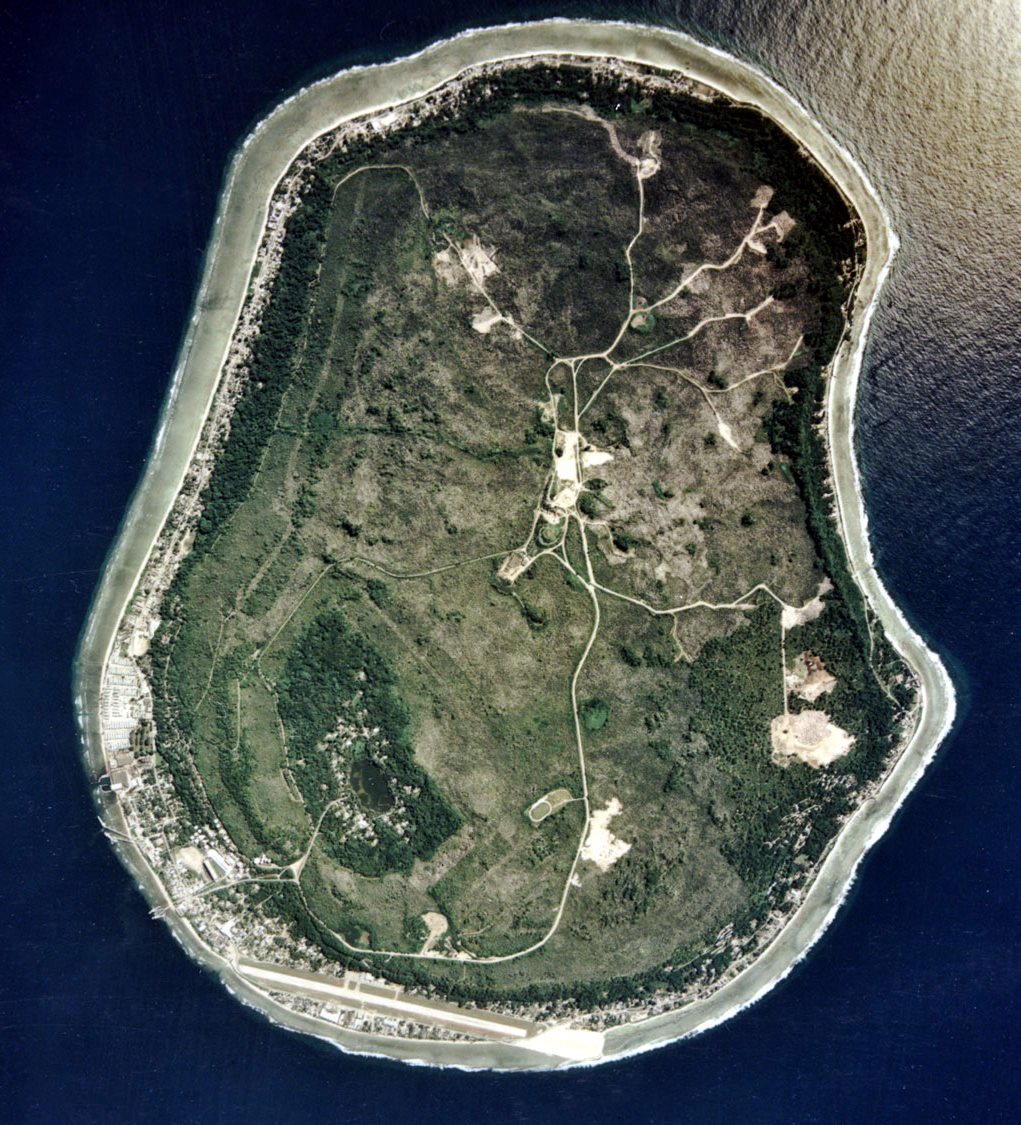
Nauru műholdfelvételen

Nauru népessége – melyről a legtöbb adatot az országban tartott népszámlálások szolgáltatnak, amelyet a Nauru Bureau of Statistics (magyarul: Naurui Statisztikai Hivatal) végez 1977 óta (az ország függetlensége utáni első népszámlálás ekkor volt) – 2011-es adatok szerint 10.084 fő, a népsűrűség 478 fő/km2. A születéskor várható átlagos élettartam viszonylag alacsony, 60,4 év (férfiaknak: 57,5; nőknek 63,2 év); szintén 2011-es adatok alapján. A halálozások száma alacsonyabb az élveszületések számánál; a természetes szaporulat értéke pozitív.

Nauru lakosságának alakulása

Habár 2002-ben Nauru lakosságának egynegyede nem naurui származású volt, addig 2011-re ez az arány 6%-ra esett vissza. Ez a szembeötlő változás annak tudható be, hogy 2006-ban a kiribati, illetve a tuvalui munkások, akik sokáig a foszfátkitermelésben dolgoztak, a foszfátkészletek kimerülése után, elhagyták az országot.

## Népessége
Nauru népessége 10 084 fő (2011-es adat), ez 851 fő növekedést jelent a 2006-os adathoz képest; népsűrűsége 478 fő/km2.
A 2002–2006-os időszakban a népesség növekedési rátája negatív, -2,1%-os volt, mely a 2006 és 2011 közötti időszakban átlagosan 1,8%-os évi növekedésbe fordult, köszönhetően a tömeges elvándorlás megszűnésének, és magas termékenységi arányszámnak (4,3 gyermek/nő), mely előreláthatólag tartósan növekedni fog.
A nemek aránya kiegyenlített, 1030 férfira 1000 nő jut.
A születéskor várható átlagos élettartam 60,4 év, férfiaknak: 57,5; nőknek 63,2 év. 1997 és 2011 között 5,4 évvel; 55-ről 60,4 évre nőtt, a férfiaknak ezen időtartam alatt 5 évvel (52,5-ről 57,5 évre), és a nőknek szintén 5 évvel, 58,2-ről 63,2 évre növekedett várható élettartamuk; azonban e látványos növekedéssel is az egyik legalacsonyabb a régióban.
A 30 éves, vagy annál idősebb férfi lakosság 96%-a túlsúlyos vagy elhízott, a nők ugyanennek a korcsoportjának a 93%-a (2005-ös adatok); az 55-64 évesek 45%-a cukorbeteg; nagymértékben hozzájárulva az alacsony élettartamhoz.

### Történeti demográfia
Nauru népességének alakulásában több nagyobb változás is megfigyelhető:
Nauru 1789-es európai felfedezése után még több évtizedig nem volt jelentősebb kapcsolat az őslakosokkal. A 19. század derekán ez azonban megváltozott; meghonosodott a nauruiak körében az alkoholfogyasztás és a fegyverhasználat, nem beszélve a behurcolt betegségekről; azonban ezen változások demográfiai hatásairól felmérések nem készültek.
1888-ban az ország területe német fennhatóság alá került, mely az első világháborúig tartott. Gyarmati uralmuk idején a fegyverek viselése és az alkoholfogyasztás visszaszorult. 1900-ban felismerték, hogy Nauru jelentős foszfáttartalékokkal rendelkezik; 1906-ban meg is indult a bányászata. Az első világháború lezárásakor brit mandátumterületté vált, közös brit–új-zélandi–ausztrál igazgatás alatt. A foszfátbányászat megindulása után jelentős mennyiségű munkaerő érkezett az országba.
A második világháborúban japán megszállás alá került, ezen idő alatt 1201 nauruit deportáltak a mai Mikronézia területére; az 1201 ember mintegy 40%-a nem élte túl a megpróbáltatásokat. A háború előtti őslakos naurui lakosságot 1848 főre becsülik, mely a háború végére 1278 főre zsugorodott – ez körülbelül 30%-os csökkenést jelent.
1947-től függetlenségéig a szigetet ENSZ-gyámsági területként igazgatták.
A függetlenség 1968-as elnyerése után a gazdaság gyors fejlődésnek indult – ennek folyománya, hogy a lakosok jelentős mennyiségű élvezeti cikket kezdtek vásárolni, amit csak importálással lehetett beszerezni – azonban a foszfátkészletek kimerülése miatt a ’90-es évekre összeomlott; ez azonban nem változtatta meg a lakosok fogyasztási szokásait: az ételek elsöprő része magas zsír-, illetve cukortartalmú importcikk, rontva a lakosság egészségügyi állapotát.
2003-tól 2008-ig a szigetnek jelentős bevételeket hozott az Ausztrália által itt üzemeltetett menekülttábor; mely 2012-ben újranyílt.
Az ország népességének legjelentősebb alakítója a közelmúltban, és még ma is tehát a foszfátkitermelés. 1939-ben a népesség felét tették ki az őslakosok; 1977-ben ez már csak 40%, 1992-ben pedig csupán 30% volt az őslakosok aránya. 2006-ban ez a szám 94%-ra ugrott, lévén, hogy a foszfátbányászat gyakorlatilag megszűnt, és már nem volt igény a külföldi munkaerőre.

## Etnikai megoszlás
A népesség döntő része naurui állampolgár (94%), melyet a kiribatiak (178 fő) és a kínaiak (145 fő) követnek. A felmérés az országban hosszabb ideig tartózkodó külföldi állampolgárokat is a lakosok közé számítja.

## Vallási megoszlás
Nauru lakosságának vallási összetétele 2011-ben
A lakosság 36%-a a protestáns naurui kongregacionalista egyház tagja (3552 fő), 33%-a katolikus (3278 fő), 13%-a pünkösdista (1291 fő); 9,5%-a pedig a független naurui egyház tagja (8945 fő); nagyjából 3%-a egyéb keresztény felekezet követője (310 fő), további 3%-a egyéb vallások híve (282 fő). A népesség 1,5%-a nem vallásos (178 fő), és kb. 1% (109 fő) nem nyilatkozott.

## Nyelvi megoszlás
A naurui nyelv az ország hivatalos nyelve, egyben a legelterjedtebben használt nyelv is; az 5 évnél idősebb népesség 95%-a megérti, ezt követi az angol 66%-kal. 12% további nyelveken is tud.
A megkérdezettek 93%-a otthon legfőképp nauruiul beszél; 2% angolul; a fennmaradó 5% egyéb nyelvet jelölt meg.

## Gazdasági mutatók
A 15 éves vagy annál idősebb népesség nagy része gazdaságilag aktív (64% 2011-ben); azonban a munkanélküliek aránya is magas (23%, azaz 908 fő a teljes munkaképes korú népességben).
A 2883 főt számláló, állandó jövedelemmel rendelkező népesség 93%-a egyéni vállalkozás alkalmazottja vagy állami dolgozó. 5%-a egyéni vállalkozó és 25 fő munkáltató. A különböző csoportokban a nemek aránya kiegyenlített.
Az állandó jövedelemmel rendelkezők 21%-a a közigazgatásban dolgozik, melyet a gyáripar követ a maga 13%-ával.
Az Ausztrália által a szigeten üzemeltetett menekülttábor 2008-as bezárása 30%-ra növelte a munkanélküliséget, mely azonban azóta újranyílt.

## Oktatás
A Nauru Bureau of Statistics írni-olvasni tudónak számítja mindazt a naurui lakost, aki jelenleg tanulmányait folytatja, vagy elvégezte az általános iskola 5. osztályát; ezen meghatározás alapján 2011-ben a 15 éves vagy annál idősebb férfi lakosság 95,7%-a, a felnőtt női lakosság 97,2% számít írni-olvasni tudónak. Ugyanezen csoport 4%-a részesült alapfokú oktatásban (de nem feltétlenül fejezte be tanulmányait), 91,1%-a középfokú oktatásban is részesült; 4,9%-a felsőfokú tanulmányait is elvégezte.